# میرتیلین
میرتیلین (به انگلیسی: Myrtillin) با فرمول شیمیایی C21H21ClO12C21H21O12+, Cl- یک ترکیب شیمیایی با شناسه پاب‌کم 6327639 است. که جرم مولی آن ۵۰۰٫۸۳ گرم بر مول می‌باشد. 